# Wydział Pedagogiki i Psychologii Uniwersytetu Kazimierza Wielkiego
Wydział Pedagogiki i Psychologii Uniwersytetu Kazimierza Wielkiego – historyczny wydział Uniwersytetu Kazimierza Wielkiego. Jego siedziba znajdowała się przy ul. Chodkiewicza 30 w Bydgoszczy. Powstał w 1996 r. 1 października 2019, zarządzeniem Rektora UKW, Wydział został zlikwidowany na skutek reorganizacji struktur uniwersyteckich.

## Struktura organizacyjna

### Instytut Pedagogiki
Dyrektor: prof. dr hab. Ryszard Gerlach
- Katedra Dydaktyki i Studiów nad Kulturą Edukacji
- Katedra Pedagogiki Muzyki
- Katedra Pedagogiki Ogólnej i Porównawczej
- Katedra Pedagogiki Opiekuńczej i Profilaktyki Społecznej
- Katedra Pedagogiki Pracy i Andragogiki
- Zakład Filozofii Wychowania i Edukacji Obywatelskiej
- Zakład Metodologii Badań i Studiów nad Dyskursem
- Zakład Myśli Społecznej i Edukacji Środowiskowej
- Zakład Pedagogiki Specjalnej i Logopedii
- Zakład Pedagogiki Społecznej
- Zakład Pedagogiki Wczesnoszkolnej i Przedszkolnej
- Zakład Socjologii Wychowania i Resocjalizacji
- Zakład Teorii i Historii Wychowania

### Instytut Psychologii
Dyrektor: prof. dr hab. Janusz Trempała
- Akademickie Centrum Pomocy Psychologicznej
- Biblioteka IP
- Katedra Psychologii Rozwoju Człowieka
- Pracownia Neuropsychologii
- Zakład Metodologii Badań Społecznych
- Zakład Psychologii Klinicznej
- Zakład Psychologii Ogólnej i Zdrowia
- Zakład Psychologii Organizacji i Zarządzania
- Zakład Psychologii Społecznej i Badań nad Młodzieżą

## Kierunki studiów
- pedagogika
- praca socjalna
- psychologia
- edukacja artystyczna

## Władze Wydziału
W kadencji 2016-2019:
| Stanowisko                         | Imię i nazwisko                         |
| ---------------------------------- | --------------------------------------- |
| Dziekan                            | prof. dr hab. Ewa Zwolińska             |
| Prodziekan ds. Nauki               | dr hab. Paweł Izdebski, prof. UKW       |
| Prodziekan ds. Studenckich         | dr Iwona Mandrzejewska-Smól             |
| Prodziekan ds. Jakości Kształcenia | dr hab. Anna Jakubowicz-Bryx, prof. UKW |